# Capra sarda
La capra sarda è un mammifero domestico, appartenente alla specie Capra hircus della famiglia Bovidi, presente in Sardegna. La razza è autoctona dell'Isola, giunta nel Neolitico con i primi abitanti, ha subito nel corso degli ultimi secoli vari incroci con popolazioni mediterranee, principalmente con la razza Maltese. Negli ultimi decenni ha subito ulteriori disordinati insanguamenti anche con le razze Alpine Saanen e Camosciata. 
La consistenza attuale, sulla base della ripartizione dei genotipi pubblicata da Piras e altri è di 126000 capi, di cui 94000 capre. Essa è caratterizzata da taglia piccola (cm 80 nei becchi e cm 70 nelle capre) e mole limitata (kg 60 nei becchi e kg 45 nelle capre). Il mantello, a pelo lungo o corto, è di colore vario. La testa è piccola e può essere o meno provvista di corna. La produzione è modesta e si aggira sui 170 litri in 150 giorni nelle primipare e 240 litri in 210 giorni nelle pluripare. La qualità del latte è buona, con un contenuto lipidico del 5% e proteico del 4%. Il latte viene trasformato di solito in formaggio a pasta dura mischiato con il latte ovino. Si ottiene anche un formaggio fermentato tipico locale detto casaxedu o frue e un'ottima ricotta. La Capra sarda partorisce per la prima volta a 18 mesi il peso dei capretti alla nascita è intorno ai 3 kg e sono sacrificati intorno al mese di età a un peso corporeo di 8-10 kg. La fertilità (capre che partoriscono sulle adulte) è oltre il 90%, ma la prolificità (n. di nati per parto) è modesta (1,30 nati). 
La Capra sarda è una popolazione molto rustica capace di valorizzare zone orograficamente molto impervie e non utilizzabili da altre specie di interesse zootecnico. L'alimentazione avviene al pascolo, prevalentemente di tipo cespugliato e la varietà delle essenze pascolate conferisce al latte e alla carne particolari aromi. Un prodotto tipico locale è il caglio di capretto costituito dall'abomaso degli animali essiccato (se ne raccomanda l'uso moderato). 
La Capra sarda è stata riconosciuta dal Ministero per le Politiche agricole, alimentari e forestali razza ufficiale caprina italiana. Le caratteristiche morfologiche sono le seguenti:
|                                 | Maschi  | Maschi | Femmine | Femmine |
| ------------------------------- | ------- | ------ | ------- | ------- |
| Caratteri biometrici            | 18 mesi | adulti | 18 mesi | adulti  |
| Altezza garrese (cm)            | 68      | 78     | 64      | 70      |
| Altezza alla groppa (cm)        | 69      | 79     | 65      | 71      |
| Altezza toracica (cm)           | 34      | 39     | 31      | 35      |
| Larghezza toracica (cm)         | 17      | 19     | 14      | 17      |
| Larghezza anteriore groppa (cm) | 15      | 18     | 14      | 16      |
| Lunghezza tronco (cm)           | 76      | 88     | 70      | 79      |
| Circonferenza toracica (cm)     | 85      | 98     | 76      | 89      |
| Peso (kg)                       | 40      | 60     | 30      | 45      |

Esiste una sub-popolazione arcaica identificata con la denominazione di Sarda primitiva che presenta gli stessi caratteri della Capra sarda ma dimensioni e produttività ridotte